# Гостромогильська сільська рада
| Гостромогильська сільська рада — колишній орган місцевого самоврядування у Ставищенському районі Київської області з адміністративним центром у с. Гостра Могила. Історична дата утворення: 21 липня 1994 року. Водоймища на території, підпорядкованій даній раді: річка Тарган. Сільській раді були підпорядковані населені пункти: - с. Гостра Могила - с. Любча |

## Склад ради
Рада складалася з 16 депутатів та голови.

### Керівний склад ради
| ПІБ                        | Основні відомості                                                                  | Дата обрання | Дата звільнення |
| -------------------------- | ---------------------------------------------------------------------------------- | ------------ | --------------- |
| Шандрук Олег Олександрович | Сільський голова, 1963 року народження, освіта, член Соціалістичної партії України | 26.03.2006   | 31.10.2010      |

Примітка: таблиця складена за даними джерела